# رينالدو غاوتشو
رينالدو غاوتشو هو لاعب كرة قدم برازيلي في مركز الهجوم، ولد في 22 أكتوبر 1980 في باسو فوندو في البرازيل. لعب مع نادي لاجيادينزي.

## وصلات خارجية
- رينالدو غاوتشو على موقع قاعدة بيانات كرة القدم.إي يو (الإنجليزية)
- رينالدو غاوتشو على موقع Soccerway.com (الإنجليزية)